# Сезар (кінопремія, 2000)

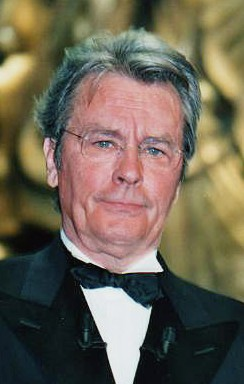
Президент 25-ї церемонії «Сезара» Ален Делон

25-та церемонія вручення нагород премії «Сезар» Академії мистецтв та технологій кінематографа за заслуги у царині французького кінематографу за 1999 рік відбулася 19 лютого 2000 року в Театрі Єлисейських полів (Париж, Франція). 
Церемонія проходила під головуванням Алена Делона, розпорядником та ведучим виступив французький актор, режисер, сценарист та продюсер Ален Шаба. Найкращим фільмом визнано стрічку Салон краси «Венера» режисерки Тоні Маршалл.

## Статистика
Фільми, що отримали декілька номінацій:
| Фільм                                            | Номінації | Перемоги |
| ------------------------------------------------ | --------- | -------- |
| • Дівчина на мосту / La Fille sur le pont        | 8         | 1        |
| • Жанна д'Арк / Jeanne d'Arc                     | 8         | 2        |
| • Салон краси «Венера» / Vénus Beauté (Institut) | 7         | 4        |
| • Діти природи / Les Enfants du marais           | 5         | —        |
| • Мій маленький бізнес / Ma petite entreprise    | 5         | —        |
| • Різдвяний пиріг / La Bûche                     | 4         | 1        |
| • Схід-Захід / Est-Ouest                         | 4         | —        |
| • Будь хоробрим! / Haut les cœurs !              | 3         | 1        |
| • Карнавал / Karnaval                            | 3         | —        |
| • Хвороба Закса / La Maladie de Sachs            | 3         | —        |
| • Гімалаї / Himalaya : L'Enfance d'un chef       | 2         | 2        |
| • Дилетантка / La Dilettante                     | 2         | —        |
| • Можливо / Peut-être                            | 2         | —        |
| • Що є життя? / C'est quoi la vie ?              | 2         | 1        |

## Список лауреатів та номінантів
★Переможців виділено окремим кольором.

### Основні категорії
| Категорії                                       | Лауреати та номінанти                                                                            | Лауреати та номінанти                                                                          |
| ----------------------------------------------- | ------------------------------------------------------------------------------------------------ | ---------------------------------------------------------------------------------------------- |
| Найкращий фільм                                 | ★ Салон краси «Венера» / Vénus Beauté (Institut) (реж.: Тоні Маршалл)                            | ★ Салон краси «Венера» / Vénus Beauté (Institut) (реж.: Тоні Маршалл)                          |
| Найкращий фільм                                 | • Схід-Захід / Est-Ouest (реж.: Режис Варньє)                                                    |                                                                                                |
| Найкращий фільм                                 | • Жанна д'Арк / Jeanne d'Arc (реж.: Люк Бессон)                                                  |                                                                                                |
| Найкращий фільм                                 | • Дівчина на мосту / La Fille sur le pont (реж.: Патріс Леконт)                                  |                                                                                                |
| Найкращий фільм                                 | • Діти природи (реж.: Жан Бекер)                                                                 |                                                                                                |
| Найкраща режисерська робота                     |                                                                                                  | ★ Тоні Маршалл за фільм «Салон краси „Венера“»                                                 |
| Найкраща режисерська робота                     | • Режис Варньє — «Схід-Захід»                                                                    |                                                                                                |
| Найкраща режисерська робота                     | • Люк Бессон — «Жанна д'Арк»                                                                     |                                                                                                |
| Найкраща режисерська робота                     | • Патріс Леконт — «Дівчина на мосту»                                                             |                                                                                                |
| Найкраща режисерська робота                     | • Жан Бекер (Jean Becker) — «Діти природи»                                                       |                                                                                                |
| Найкраща режисерська робота                     | • Мішель Девіль — «Хвороба Закса»                                                                |                                                                                                |
| Найкращий актор                                 |                                                                                                  | ★ Даніель Отей — «Дівчина на мосту» (за роль Габора)                                           |
| Найкращий актор                                 | • Жан-П'єр Бакрі — «Кеннеді і я» (Kennedy et moi) (за роль Симона Полари)                        |                                                                                                |
| Найкращий актор                                 | • Альбер Дюпонтель — «Хвороба Закса» (за роль д-ра Бруно Закса)                                  |                                                                                                |
| Найкращий актор                                 | • Венсан Ліндон — «Мій маленький бізнес» (Ma petite entreprise (film)) (за роль Івана Лансі)     |                                                                                                |
| Найкращий актор                                 | • Філіп Торретон — «Це починається сьогодні» (Ça commence aujourd'hui) (за роль Даніеля Лефевра) |                                                                                                |
| Найкраща акторка                                |                                                                                                  | ★ Карін Віар — «Будь хоробрим!» (Haut les cœurs !) (за роль Емми)                              |
| Найкраща акторка                                | • Наталі Бай — «Салон краси «Венера»» (за роль Анжели Піана)                                     |                                                                                                |
| Найкраща акторка                                | • Сандрін Боннер — «Схід-Захід» (за роль Мари Головіної)                                         |                                                                                                |
| Найкраща акторка                                | • Катрін Фро — «Дилетантка» (La Dilettante) (за роль П'єретти Дюмортьє)                          |                                                                                                |
| Найкраща акторка                                | • Ванесса Параді — «Дівчина на мосту» (за роль Аделі)                                            |                                                                                                |
| Найкращий актор другого плану                   |                                                                                                  | ★ Франсуа Берлеан — «Мій маленький бізнес» (за роль Максима Нассієффа)                         |
| Найкращий актор другого плану                   | • Жак Дюфіло — «Що є життя?» (C'est quoi la vie ?) (за роль Ноэля)                               |                                                                                                |
| Найкращий актор другого плану                   | • Андре Дюссольє — «Діти природи» (за роль Амедея)                                               |                                                                                                |
| Найкращий актор другого плану                   | • Клод Ріш — «Різдвяний пиріг» (La Bûche) (за роль Станісласа Романа)                            |                                                                                                |
| Найкращий актор другого плану                   | • Рошді Зем — «Мій маленький бізнес» (за роль Самі)                                              |                                                                                                |
| Найкраща акторка другого плану                  |                                                                                                  | ★ Шарлотта Генсбур — «Різдвяний пиріг» (за роль Мілли)                                         |
| Найкраща акторка другого плану                  | • Катрін Муше — «Мій маленький бізнес» (за роль Люсі)                                            |                                                                                                |
| Найкраща акторка другого плану                  | • Бюль Ож'є — «Салон краси „Венера“» (за роль мадам Надін)                                       |                                                                                                |
| Найкраща акторка другого плану                  | • Лін Рено — «Улюблена теща» (за роль Ніку)                                                      |                                                                                                |
| Найкраща акторка другого плану                  | • Матильда Сеньє — «Салон краси „Венера“» (за роль Саманти)                                      |                                                                                                |
| Найперспективніший актор                        |                                                                                                  | ★ Ерік Каравака — «Що є життя?»                                                                |
| Найперспективніший актор                        | • Кловіс Корнійяк — «Карнавал» (Karnaval)                                                        |                                                                                                |
| Найперспективніший актор                        | • Ромен Дюріс — «Можливо»                                                                        |                                                                                                |
| Найперспективніший актор                        | • Лоран Люка — «Будь хоробрим!»                                                                  |                                                                                                |
| Найперспективніший актор                        | • Робінсон Стевенен (Robinson Stévenin) — «Погані знайомства» (Mauvaises Fréquentations (film))  |                                                                                                |
| Найперспективніша акторка                       |                                                                                                  | ★ Одрі Тоту — «Салон краси „Венера“»                                                           |
| Найперспективніша акторка                       | • Валентина Черві — «Нічого про Робера» (Rien sur Robert)                                        |                                                                                                |
| Найперспективніша акторка                       | • Емілі Дек'єнн — «Розетта»                                                                      |                                                                                                |
| Найперспективніша акторка                       | • Барбара Шульц (Barbara Schulz) — «Дилетантка»                                                  |                                                                                                |
| Найперспективніша акторка                       | • Сільві Тестю — «Карнавал»                                                                      |                                                                                                |
| Найкращий оригінальний або адаптований сценарій |                                                                                                  | ★ Тоні Маршалл — «Салон краси „Венера“»                                                        |
| Найкращий оригінальний або адаптований сценарій | • Крістофер Томпсон (Christopher Thompson) та Даніель Томпсон — «Різдвяний пиріг»                |                                                                                                |
| Найкращий оригінальний або адаптований сценарій | • Серж Фрідман (Serge Frydman) — «Дівчина на мосту»                                              |                                                                                                |
| Найкращий оригінальний або адаптований сценарій | • П'єр Жоліве (Pierre Jolivet) та Сімон Мікаель (Simon Michaël) — «Мій маленький бізнес»         |                                                                                                |
| Найкращий оригінальний або адаптований сценарій | • Мішель Девіль та Розалінд Девіль — «Хвороба Закса»                                             |                                                                                                |
| Найкраща музика до фільму                       |                                                                                                  | ★ Брюно Куле за музику до фільму «Гімалаї»                                                     |
| Найкраща музика до фільму                       | • Патрік Дойл — «Схід-Захід»                                                                     |                                                                                                |
| Найкраща музика до фільму                       | • Ерік Серра — «Жанна д'Арк»                                                                     |                                                                                                |
| Найкраща музика до фільму                       | • П'єр Башле — «Діти природи»                                                                    |                                                                                                |
| Найкращий монтаж                                | ★ Еммануель Кастро (Emmanuelle Castro) — «Подорожі» (Voyages (film))                             | ★ Еммануель Кастро (Emmanuelle Castro) — «Подорожі» (Voyages (film))                           |
| Найкращий монтаж                                | • Сільві Ландра (Sylvie Landra) — «Жанна д'Арк»                                                  |                                                                                                |
| Найкращий монтаж                                | • Жоель Аш (Joëlle Hache) — «Дівчина на мосту»                                                   |                                                                                                |
| Найкраща операторська робота                    | ★ Ерік Гішар (Éric Guichard), Жан-Поль Мерісс () — «Гімалаї»                                     | ★ Ерік Гішар (Éric Guichard), Жан-Поль Мерісс () — «Гімалаї»                                   |
| Найкраща операторська робота                    | • Т'єррі Арбогаст — «Жанна д'Арк»                                                                |                                                                                                |
| Найкраща операторська робота                    | • Жан-Марі Дрюжо (Jean-Marie Dreujou) — «Дівчина на мосту»                                       |                                                                                                |
| Найкращі декорації                              | ★ Філіп Чіффре (Philippe Chiffre) — «Рембрандт» (Rembrandt (film, 1999))                         | ★ Філіп Чіффре (Philippe Chiffre) — «Рембрандт» (Rembrandt (film, 1999))                       |
| Найкращі декорації                              | • Жан Рабасс (Jean Rabasse) — «Астерікс і Обелікс проти Цезаря»                                  |                                                                                                |
| Найкращі декорації                              | • Юг Тіссандьє (Hugues Tissandier) — «Жанна д'Арк»                                               |                                                                                                |
| Найкращі декорації                              | • Франсуа Еммануеллі — «Можливо»                                                                 |                                                                                                |
| Найкращі костюми                                | ★ Катрін Летерьє (Catherine Leterrier) — «Жанна д'Арк»                                           | ★ Катрін Летерьє (Catherine Leterrier) — «Жанна д'Арк»                                         |
| Найкращі костюми                                | • Каролін де Вівез та Габріелла Пескуччі — «Віднайдений час»                                     |                                                                                                |
| Найкращі костюми                                | • Єв-Марі Арно — «Рембрандт»                                                                     |                                                                                                |
| Найкращий звук                                  | ★ Франсуа Гру (François Groult), Брюно Тар'єр (Bruno Tarrière) та Венсан Туллі — «Жанна д'Арк»   | ★ Франсуа Гру (François Groult), Брюно Тар'єр (Bruno Tarrière) та Венсан Туллі — «Жанна д'Арк» |
| Найкращий звук                                  | • Домінік Еннекен (Dominique Hennequin) та Поль Лайне — «Дівчина на мосту»                       |                                                                                                |
| Найкращий звук                                  | • Вільям Флагелло та Гійом Сіама — «Діти природи»                                                |                                                                                                |
| Найкращий дебютний фільм                        | ★ «Подорожі» — реж.: Еммануель Фінкель                                                           | ★ «Подорожі» — реж.: Еммануель Фінкель                                                         |
| Найкращий дебютний фільм                        | • «Будь хоробрим!» — реж.: Сольвейґ Анспах (исл.)                                                |                                                                                                |
| Найкращий дебютний фільм                        | • «Карнавал» — реж.: Тома Венсан (Thomas Vincent (réalisateur))                                  |                                                                                                |
| Найкращий дебютний фільм                        | • «Різдвяний пиріг» — реж.: Даніель Томпсон                                                      |                                                                                                |
| Найкращий дебютний фільм                        | • «Конвоїри чекають» (Les convoyeurs attendent) — реж.: Бенуа Марьяж (Benoît Mariage)            |                                                                                                |
| Найкращий короткометражний фільм                | ★ Sale battars (реж.: Дельфін Ґлейз)                                                             | ★ Sale battars (реж.: Дельфін Ґлейз)                                                           |
| Найкращий короткометражний фільм                | • У тіні великих баобабів / À l'ombre des grands baobabs (реж.: Ремі Тамале)                     |                                                                                                |
| Найкращий короткометражний фільм                | • Acide animé (реж.: Гійом Брео)                                                                 |                                                                                                |
| Найкращий короткометражний фільм                | • Божевільний кемпінг / Camping sauvage (реж.: Абд-ель Кадер Аун та Джордано Ґедерліні)          |                                                                                                |
| Найкращий короткометражний фільм                | • Rue bleue (реж.: Чад Ченуґа)                                                                   |                                                                                                |
| Найкращий фільм іноземною мовою                 | Іспанія ★ Все про мою матір / Todo sobre mi madre (Іспанія, реж. Педро Альмодовар)               | Іспанія ★ Все про мою матір / Todo sobre mi madre (Іспанія, реж. Педро Альмодовар)             |
| Найкращий фільм іноземною мовою                 | США • Бути Джоном Малковичем / Being John Malkovich (США, реж. Спайк Джонз)                      |                                                                                                |
| Найкращий фільм іноземною мовою                 | США • Із широко заплющеними очима / Eyes Wide Shut (США, реж. Стенлі Кубрик)                     |                                                                                                |
| Найкращий фільм іноземною мовою                 | США • Пес-примара: шлях самурая / Ghost Dog: The Way of the Samurai (США, реж. Джим Джармуш)     |                                                                                                |
| Найкращий фільм іноземною мовою                 | США • Тонка червона лінія / The Thin Red Line (США, реж. Теренс Малік)                           |                                                                                                |

### Спеціальні нагороди
| Нагорода         | Лауреати          | Лауреати         |
| ---------------- | ----------------- | ---------------- |
| Почесний «Сезар» |                   | • Жозіан Баласко |
| Почесний «Сезар» | • Жорж Кравенн    |                  |
| Почесний «Сезар» | • Жан-П'єр Лео    |                  |
| Почесний «Сезар» | • Мартін Скорсезе |                  |